# Beauregard-l'Évêque
Pour les articles homonymes, voir Beauregard et L'Évêque.
Beauregard-l'Évêque est une commune française située dans le département du Puy-de-Dôme, en région Auvergne-Rhône-Alpes.
Elle fait partie de l'aire d'attraction de Clermont-Ferrand.

## Géographie

### Localisation
Le village de Beauregard se situe sur un piton rocheux. L'Allier, alimentée par le Joron, passe au pied du village à l'ouest. Le village est composé de plusieurs quartiers (La Côte de Bas, Le Chantou, La Motte, Le Charmagnat, La Double, Le Bois, Le Coudert, La Coudiarche), et hameaux, écarts ou domaines (Courcourt, la Malgarou, Margnat, Mirabeau, le Domaine Neuf, l'Eguilhe, La Borde, Layat).
Huit communes sont limitrophes :
| Les Martres-d'Artière | Joze                | Culhat, Lempty |
| Pont-du-Château       | Beauregard-l'Évêque | Seychalles     |
|                       | Vertaizon           | Bouzel         |

### Transports
Le village est situé près de l'A89, qui passe au pied du piton en direction de Culhat. Deux aires de repos sont installées sur le territoire même de la commune : l'aire du Branchillion en direction de Lyon, et l'aire des Pacages en direction de Clermont-Ferrand. L'accès le plus proche s'effectue à Lezoux (échangeur 28) ou près de Pont-du-Château.
Le territoire communal est traversé par la route départementale 2089 (ancienne route nationale 89) de Thiers à Clermont-Ferrand, ainsi que la RD 4, qui traverse le bourg, et la RD 70, au sud de la RD 2089.

### Climat
Pour des articles plus généraux, voir Climat d'Auvergne-Rhône-Alpes et Climat du Puy-de-Dôme.
En 2010, le climat de la commune est de type climat océanique dégradé des plaines du Centre et du Nord, selon une étude du Centre national de la recherche scientifique s'appuyant sur une série de données couvrant la période 1971-2000. En 2020, Météo-France publie une typologie des climats de la France métropolitaine dans laquelle la commune est exposée à un climat de montagne ou de marges de montagne et est dans la région climatique  Nord-est du Massif Central, caractérisée par une pluviométrie annuelle de 800 à 1 200 mm, bien répartie dans l’année. 
Pour la période 1971-2000, la température annuelle moyenne est de 11,1 °C, avec une amplitude thermique annuelle de 16,2 °C. Le cumul annuel moyen de précipitations est de 770 mm, avec 9 jours de précipitations en janvier et 7,2 jours en juillet. Pour la période 1991-2020, la température moyenne annuelle observée sur la station météorologique de Météo-France la plus proche, « Clermont-Ferrand », sur la commune de Clermont-Ferrand à 17 km à vol d'oiseau, est de 12,1 °C et le cumul annuel moyen de précipitations est de 563,4 mm,. Pour l'avenir, les paramètres climatiques de la commune estimés pour 2050 selon différents scénarios d'émission de gaz à effet de serre sont consultables sur un site dédié publié par Météo-France en novembre 2022.

## Urbanisme

### Typologie
Au 1er janvier 2024, Beauregard-l'Évêque est catégorisée bourg rural, selon la nouvelle grille communale de densité à sept niveaux définie par l'Insee en 2022.
Elle est située hors unité urbaine. Par ailleurs la commune fait partie de l'aire d'attraction de Clermont-Ferrand, dont elle est une commune de la couronne,. Cette aire, qui regroupe 209 communes, est catégorisée dans les aires de 200 000 à moins de 700 000 habitants,.

### Occupation des sols
L'occupation des sols de la commune, telle qu'elle ressort de la base de données européenne d’occupation biophysique des sols Corine Land Cover (CLC), est marquée par l'importance des territoires agricoles (80,3 % en 2018), en diminution par rapport à 1990 (82,8 %). La répartition détaillée en 2018 est la suivante : terres arables (72,9 %), zones agricoles hétérogènes (7,4 %), zones urbanisées (6,7 %), forêts (6,5 %), eaux continentales (4,1 %), milieux à végétation arbustive et/ou herbacée (2,3 %), mines, décharges et chantiers (0,1 %). L'évolution de l’occupation des sols de la commune et de ses infrastructures peut être observée sur les différentes représentations cartographiques du territoire : la carte de Cassini (XVIIIe siècle), la carte d'état-major (1820-1866) et les cartes ou photos aériennes de l'IGN pour la période actuelle (1950 à aujourd'hui).

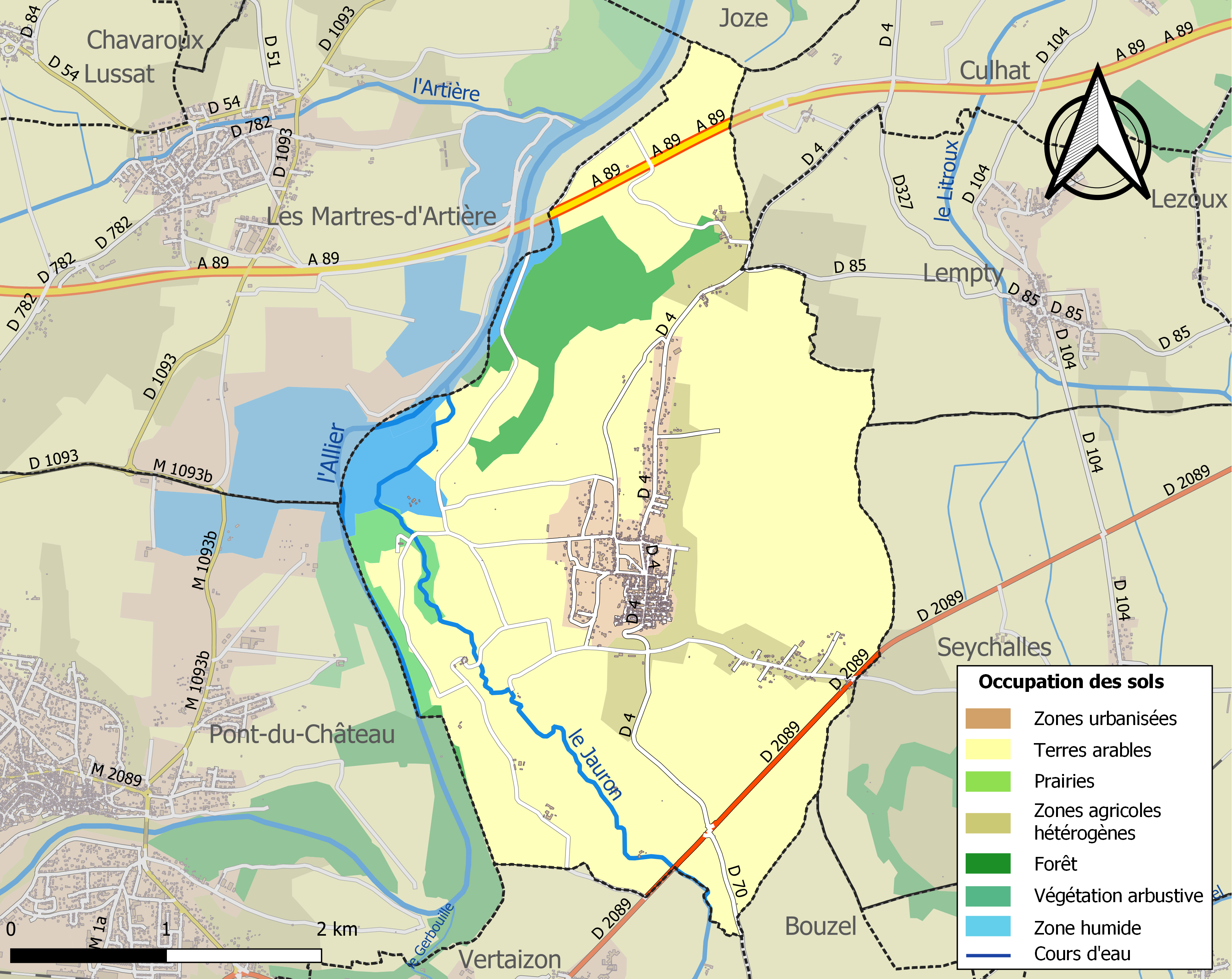
Carte des infrastructures et de l'occupation des sols de la commune en 2018 (CLC).

## Toponymie
On relève les différentes appellations suivantes : Bellum Regardum (du latin « qui concerne la guerre », 1103), Castrum Dicitur inter duos rivos (1212), Belragard (1262), Apud Bellum Regardum (1286), Belli Regardi (1318), Belregard (1418), Ville de Beauregard (1560) et enfin Beauregard-l'Evêque en 1789[Information douteuse].
Beauregard : village beau à voir, disposant d'une belle vue, ou bien forteresse, auquel cas l'origine du nom est Bellum Regardum, venant du latin « qui concerne la guerre ».
L'Évêque : Beauregard est connu, durant une grande partie du Moyen Âge et durant la période moderne, pour avoir été un lieu de résidence ou de villégiature des évêques de Clermont.

## Histoire
Le château fort de Beauregard, fut confisqué au dauphin d'Auvergne par Philippe-Auguste, donné (1212) par ce roi à l'évêque de Clermont.
Audigier (1659-1744) mentionne « une petite éminence, au-dessous du château de Beauregard sur le chemin de Lezoux, d’où l’on tire un minéral apprécié pour la peinture à fresque et à huile par les marchands de Clermont ». Il considère les vins de Beauregard parmi les plus renommés et que l’on « ne mépriserait pas dans les meilleures tables de Paris s’ils pouvaient être transportés sans demeurer longtemps en chemin ». Audigier cite également « deux sources d’eaux minérales entre Beauregard et Joze, au-dessous du bois du prieuré de Médagues, l’une appelée le petit Bouillon et l’autre le grand Bouillon ». Massillon, en proie à de violents maux d’estomac, en buvait régulièrement afin de se soulager.
Le roi Charles VII y vint visiter l'évêque Gouje de Charpaigne (8 juin 1440).
Dom Boyer est reçu, les 13 et 14 janvier 1711, par les Minimes de Beauregard lors de sa collecte d’informations pour la Gallia Christiana. Il y revient, le 5 juillet 1712. Le 10 il est à Clermont où les Minimes de Beauregard viennent de remettre une relique de saint François de Paule à ceux de Clermont pour la procession du reliquaire exécuté par l’orfèvre Dangoran natif de Bourges.
Massillon, prédicateur et évêque de Clermont, décède à Beauregard le 28 septembre 1742 à dix heures du soir. Les entrailles et le cœur sont inhumés dans l’église paroissiale entre l’entrée du chœur et la première marche du maître autel alors que le corps est transporté, dès le lendemain du décès au palais épiscopal de Clermont. Il y demeura trois jours avant d’être inhumé, le 2 octobre 1742 vers onze heures, dans le chœur de la cathédrale en présence du célébrant Paul de Ribeyre évêque de Saint-Flour. La pierre tombale noire, gravée en lettres gothiques, a été déplacée et remplacée.
Au cours de la période révolutionnaire de la Convention nationale (1792-1795), le nom de la commune est, pour une courte période, redevenu simplement Beauregard.
En 1789, entre le bourg et l'église des minimes, furent découverts une statue de pierre avec une tête de barbu qui représentait vraisemblablement Jupiter ; des tronçons de colonnes ; des médailles de bas empire prouvant l'existence d'un temple gallo-romain.

### Évêques de Clermont ayant résidé à Beauregard
- Martin Gouges, mort au château en 1444. Il rédige son testament le 8 octobre[19] et meurt le 25 novembre[20].
- Jacques d'Amboise né entre 1440 et 1450 et mort en 1516,
- Guillaume Duprat de 1529 à 1560. Mort le 22 octobre 1560, au château de Beauregard.
- Joachim d'Estaing de 1614 à 1650.
- Louis d'Estaing de 1651 à 1664.
- Gilbert de Vény d'Arbouze de 1664 à 1682.
- François Bochard de Saron Champigny de 1687 à 1715.
- Jean-Baptiste Massillon de 1717 à 1742.
- François-Marie Le Maistre de La Garlaye de 1742 à 1776.
- François de Bonal de 1776 à 1791.

## Politique et administration
La commune de Beauregard-l'Évêque est membre de la communauté de communes Billom Communauté, un établissement public de coopération intercommunale (EPCI) à fiscalité propre créé le 1er janvier 2017 dont le siège est à Billom. Ce dernier est par ailleurs membre d'autres groupements intercommunaux.
Sur le plan administratif, elle est rattachée à l'arrondissement de Clermont-Ferrand, à la circonscription administrative de l'État du Puy-de-Dôme et à la région Auvergne-Rhône-Alpes.
Sur le plan électoral, elle dépend du canton de Billom pour l'élection des conseillers départementaux, depuis le redécoupage cantonal de 2014 entré en vigueur en 2015, et de la quatrième circonscription du Puy-de-Dôme pour les élections législatives, depuis le dernier découpage électoral de 2010.

### Élections municipales et communautaires

#### Élections de 2020
Le conseil municipal de Beauregard-l'Évêque, commune de plus de 1 000 habitants, est élu au scrutin proportionnel de liste à deux tours (sans aucune modification possible de la liste), pour un mandat de six ans renouvelable. Compte tenu de la population communale, le nombre de sièges à pourvoir lors des élections municipales de 2020 est de 19. Les dix-neuf conseillers municipaux, issus d'une seule liste, sont élus au premier tour avec un taux de participation de 40,02 %.
Trois sièges sont attribués à la commune au sein du conseil communautaire de la communauté de communes Billom Communauté.

#### Chronologie des maires
| Période                                  | Période                   | Identité                       | Étiquette | Qualité |
| ---------------------------------------- | ------------------------- | ------------------------------ | --------- | --- |
| Les données manquantes sont à compléter. |                           |                                |           | |
| 1800                                     | 1809                      | François Pourcher              |           | |
| 1809                                     | 1822                      | Thaurin Jarrier-Groisne        |           | |
| 1822                                     | 1831                      | Antoine Androdias de Murol     |           | |
| 1831                                     | 1865                      | Antoine-Guillaume Chastaignier |           | |
| 1865                                     | 1874                      | André Champrigaud              |           | |
| 1874                                     | 1879                      | Jean-Gaspard Moussat           |           | |
| 1879                                     | 1882                      | Jacques-Adolphe Jarrier        |           | |
| 1882                                     | 1892                      | Gilbert-Annet Serciron         |           | |
| 1892                                     | 1894                      | Jean Begon                     |           | |
| 1894                                     | 1900                      | Etienne-Léon-Mary Thiénard     |           | |
| ...                                      | ...                       | ...                            | ...       | ... |
| mars 1983                                | mai 2020                  | Alain Néri                     | PS        | Retraité de l'éducation nationale spécialisée Sénateur, ancien député Conseiller général du canton de Vertaizon (1982-2014) |
| mai 2020                                 | En cours (au 3 août 2020) | Patricia Bussière              |           | Coordinatrice technique insertion                                                                                           |

## Équipements et services publics

### Enseignement
Beauregard-l'Évêque dépend de l'académie de Clermont-Ferrand.
Les élèves débutent leur scolarité à l'école élémentaire publique de la commune. Ils la poursuivent au collège George-Onslow de Lezoux, puis à Thiers, au lycée Montdory (filières générales et sciences et technologies du management et de la gestion) ou au lycée Jean-Zay (filières générales et sciences et technologies de l'industrie et du développement durable).

### Instances judiciaires
Beauregard-l'Évêque dépend de la cour d'appel de Riom et des tribunaux judiciaire et de commerce de Clermont-Ferrand.

## Population et société

### Démographie
L'évolution du nombre d'habitants est connue à travers les recensements de la population effectués dans la commune depuis 1793. Pour les communes de moins de 10 000 habitants, une enquête de recensement portant sur toute la population est réalisée tous les cinq ans, les populations de référence des années intermédiaires étant quant à elles estimées par interpolation ou extrapolation. Pour la commune, le premier recensement exhaustif entrant dans le cadre du nouveau dispositif a été réalisé en 2005.

En 2022, la commune comptait 1 584 habitants, en évolution de +7,54 % par rapport à 2016 (Puy-de-Dôme : +2,1 %, France hors Mayotte : +2,11 %).
| 1793  | 1800  | 1806  | 1821  | 1831  | 1836  | 1841  | 1846  | 1851  |
| ----- | ----- | ----- | ----- | ----- | ----- | ----- | ----- | ----- |
| 1 492 | 1 483 | 1 532 | 1 494 | 1 427 | 1 497 | 1 637 | 1 650 | 1 490 |

| 1856  | 1861  | 1866  | 1872  | 1876  | 1881  | 1886  | 1891  | 1896  |
| ----- | ----- | ----- | ----- | ----- | ----- | ----- | ----- | ----- |
| 1 471 | 1 484 | 1 518 | 1 473 | 1 414 | 1 335 | 1 351 | 1 250 | 1 145 |

| 1901  | 1906  | 1911  | 1921 | 1926 | 1931 | 1936 | 1946 | 1954 |
| ----- | ----- | ----- | ---- | ---- | ---- | ---- | ---- | ---- |
| 1 119 | 1 113 | 1 099 | 886  | 800  | 786  | 708  | 678  | 634  |

| 1962 | 1968 | 1975 | 1982 | 1990 | 1999  | 2005  | 2006  | 2010  |
| ---- | ---- | ---- | ---- | ---- | ----- | ----- | ----- | ----- |
| 648  | 654  | 634  | 773  | 894  | 1 158 | 1 299 | 1 306 | 1 312 |

| 2015  | 2020  | 2022  | - | - | - | - | - | - |
| ----- | ----- | ----- | - | - | - | - | - | - |
| 1 444 | 1 547 | 1 584 | - | - | - | - | - | - |

## Économie

### Commerce
La base permanente des équipements de 2014 recense une boulangerie.

## Culture locale et patrimoine

### Lieux et monuments

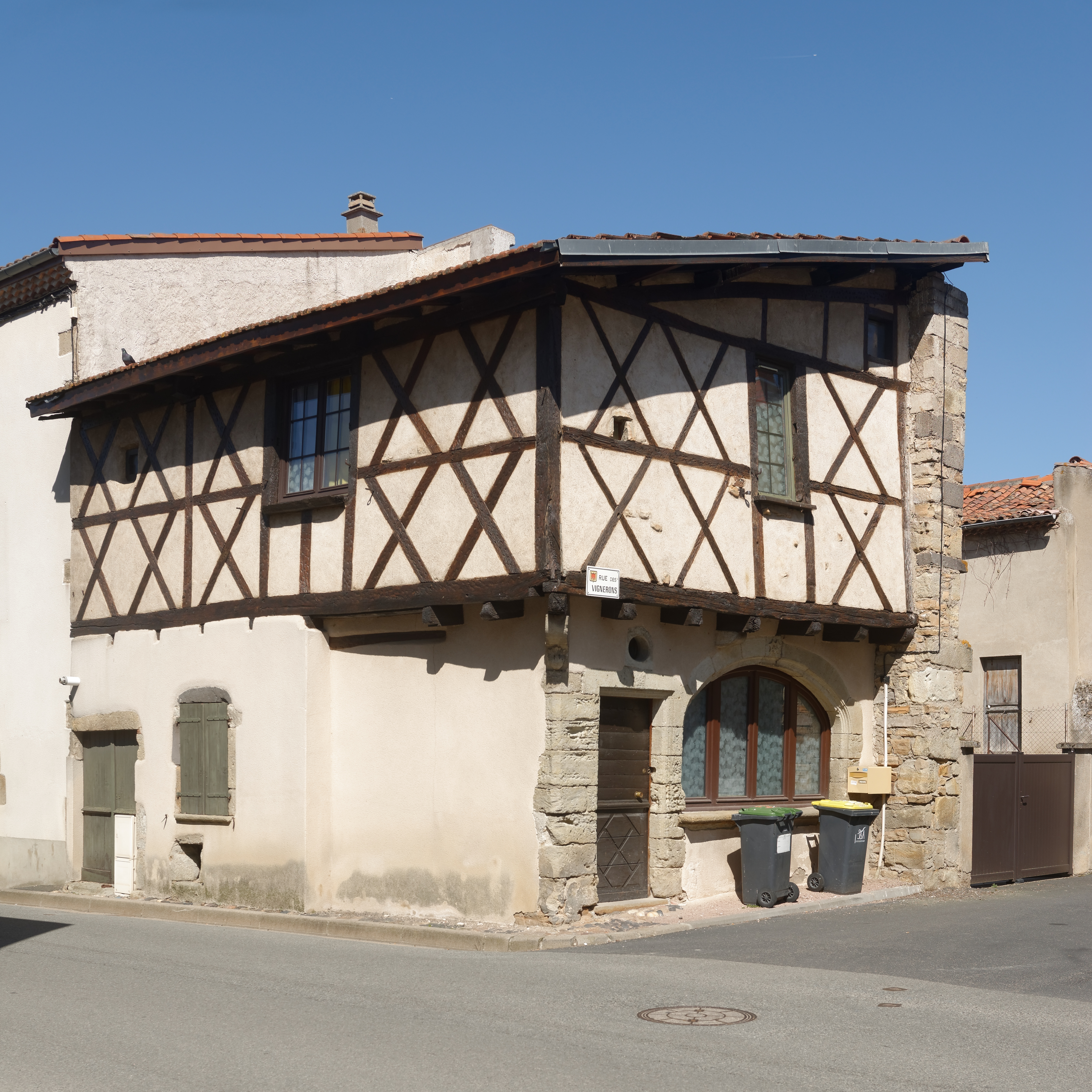
Maison à colombage de 1571.

- Chapelle Saint-Aventin (XIIe siècle) sur les bords de l'Allier. On peut voir au plafond un ex-voto représentant un trois-mâts placé par les mariniers de l'ancien port de la gabelle tout proche.
- Couvent des Minimes (XVIe et XVIIIe siècles) au lieu-dit Mirabeau : fondé par Guillaume Duprat, évêque de Clermont[Note 5]. Il occupe l'emplacement d'une petite chapelle construite au sommet d'une colline. L'ensemble conçu pour accueillir les Minimes est d'une grande ampleur pour une situation aussi isolée. Il se compose de deux ailes, l'une, à l'ouest, du XVIe siècle modifiée au siècle suivant, l'autre, au nord, du XVIIIe siècle, très endommagée par un incendie en 1920. Entre les deux se trouvent la moitié d'un cloître et l'église, qui est constituée d'une nef unique, de grande dimension, voûtée de croisée d'ogives. Elle est probablement déjà terminée en 1560. Le lieu-dit reçu son nom au moment de l'achat du couvent à la Révolution par un admirateur de Mirabeau[38].
- Église paroissiale Saint-Étienne[39],[40] : Reconstruite presque totalement au XIXe siècle, on a alors placé le clocher et l'entrée principale sur l'abside de la vieille église, bien orientée au XVIIIe siècle, qui sert de porche. Le chœur est maintenant à l'ouest. Transféré du couvent des Minimes en 1808, l'autel du chœur fut morcelé, car trop volumineux, pour ornementer le fond du chœur et les trois chapelles.
- Château des évêques. Démoli en 1797. De 1724 à 1731, Massillon entreprit une série de travaux et restauration importants dans sa résidence seigneuriale conjointement à ceux du palais épiscopal de Clermont : terrasses entourant le château de toute part, chapelle garnie d’une riche argenterie à ses armes, et ornée de boiseries sculptées identiques à celles de Clermont. Ce chef-d’œuvre, selon les témoins, a été réalisé par un maître menuisier de Clermont originaire de Saint-Julien-de-Coppel, Pierre Sureau. Ces pièces ont été transférées à la Révolution en l’église de Lempdes avant d’être vendues à un brocanteur. Le testament[Note 6] de l’évêque donne le nom du concierge du château, Cousson, à qui il lègue une rente annuelle et viagère de cent livres[41].